# Четвёртое правительство Шотана
Четвёртое правительство Шота́на — кабинет министров, правивший Францией 51 день, с 18 января по 10 марта 1938 года, в период Третьей французской республики, в следующем составе:
- Камиль Шотан — председатель Совета министров;
- Эдуар Даладье — вице-председатель Совета министров, министр национальной обороны и военный министр;
- Ивон Дельбос — министр иностранных дел;
- Альбер Сарро — министр внутренних дел;
- Поль Маршандо — министр финансов
- Поль Рамадье — министр труда;
- Сезар Кампинши — министр юстиции;
- Гийом Бертран — морской министр;
- Поль Эльбель — министр торгового флота;
- Ги Ла Шамбре — министр авиации;
- Жан Зей — министр национального образования;
- Робер Лассалль — министр пенсий;
- Фернан Шапсаль — министр сельского хозяйства;
- Теодор Стег — министр колоний;
- Анри Кёй — министр общественных работ;
- Марк Рукар — министр здравоохранения;
- Фернан Гентен — министр почт, телеграфов и телефонов;
- Пьер Кот — министр торговли;
- Жорж Бонне — государственный министр;
- Луи-Оскар Фроссар — государственный министр, отвечающий за службу председателя Совета министров.